# Keplerstraße (Magdeburg)

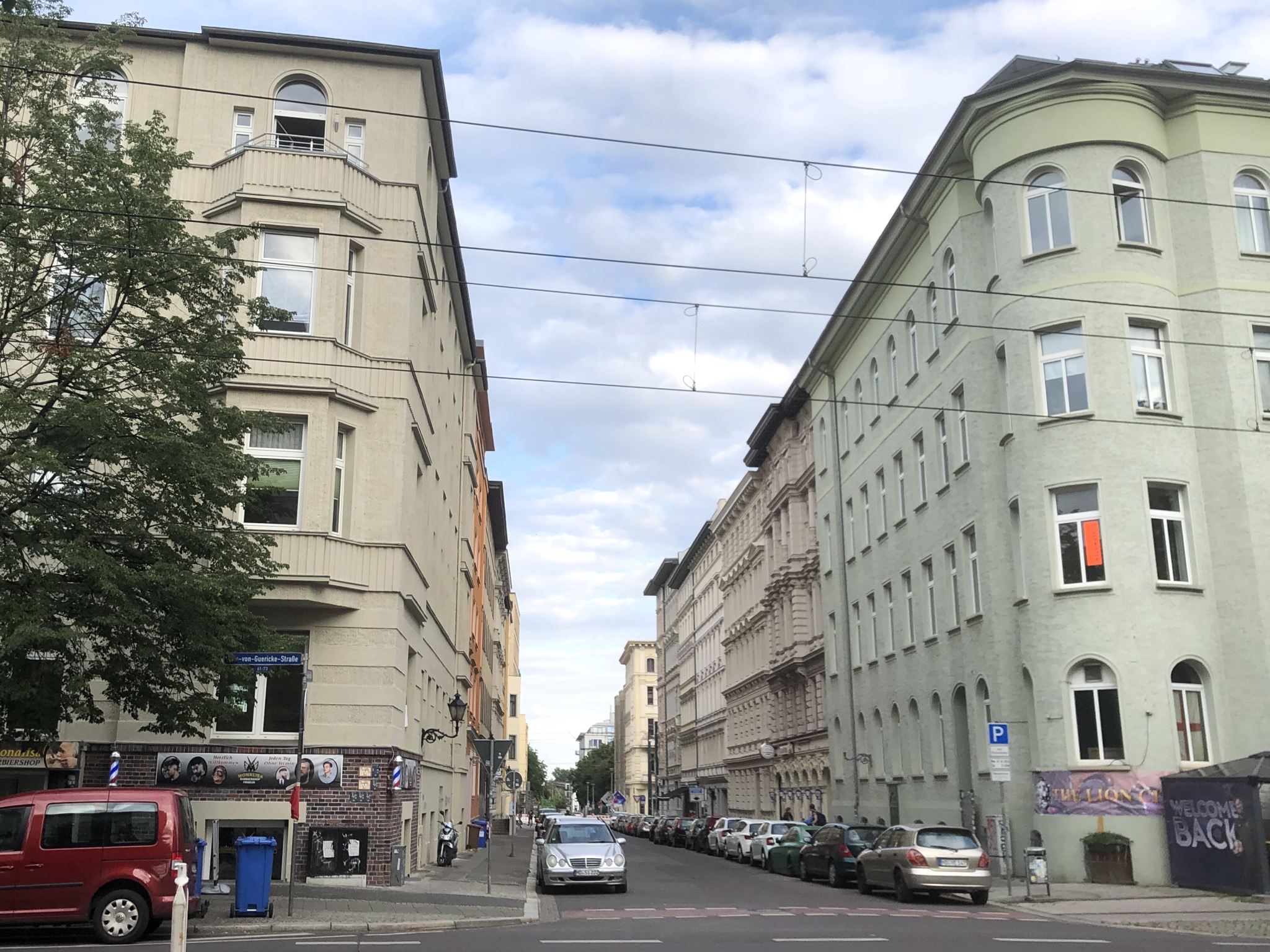
Keplerstraße; Blick von der Otto-von-Guericke-Straße nach Osten, 2020

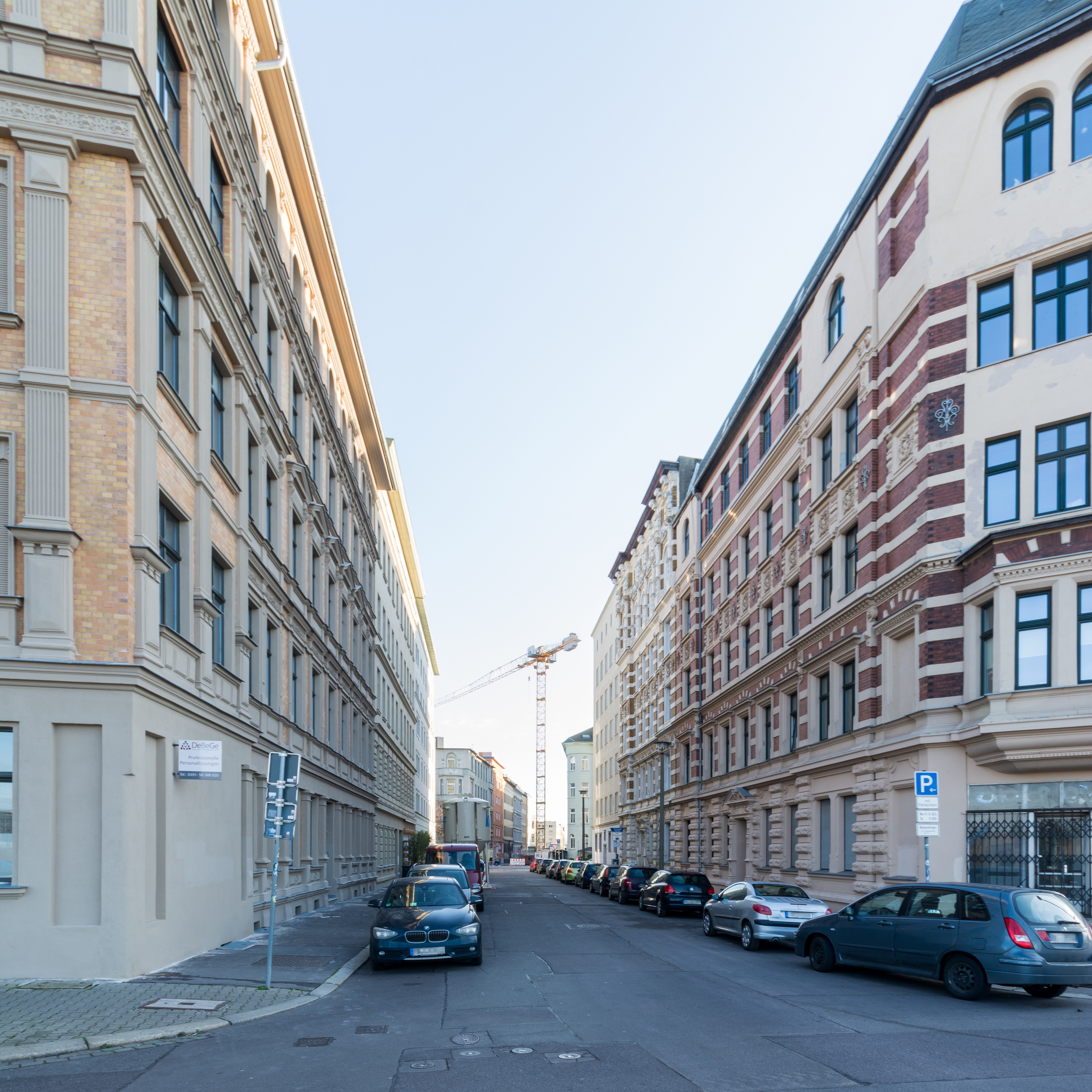
Blick von der Bahnhofstraße nach Osten, 2017

Die Keplerstraße ist eine Straße in Magdeburg in Sachsen-Anhalt. Unter der Bezeichnung Keplerstraße 5, 5a, 6, 6a, 7, 7a, 8, 9, 9a, 10, 13 ist sie in weiten Teilen im Denkmalverzeichnis als Denkmalbereich eingetragen.

## Lage
Sie befindet sich im südlichen Teil der Magdeburger Altstadt, nördlich des Hasselbachplatzes. Die Straße verläuft von Nordwesten nach Südosten von der Bahnhofstraße bis zum Schleinufer. Sie kreuzt dabei zunächst die Otto-von-Guericke-Straße und den Breiten Weg, die beiden großen Hauptstraßen der Altstadt. Im weiteren Verlauf quert sie die Leibniz und die Hegelstraße. Zum Denkmalbereich gehören auch die Einzeldenkmale Keplerstraße 6, 6a, 7a, 8, 9, 9a und 10. Der Benennung nach außerhalb des Denkmalbereichs befindet sich darüber hinaus noch das Einzeldenkmal Keplerstraße 2.

## Architektur und Geschichte
Die Straße entstand in den 1880er Jahren im Zuge der südlich Erweiterung der Magdeburger Altstadt, bei gleichzeitiger Verlegung der Anlagen der Festung Magdeburg. Zunächst hieß die Straße Moltkestraße, nach dem preußischen Generalfeldmarschall Helmuth von Moltke. Später wurde sie nach dem Mathematiker und Astronomen Johannes Kepler benannt.
Die Bebauung erfolgte mit großen Mietshäusern der Gründerzeit. Besonders dicht bebaut ist der Bereich zwischen Bahnhofstraße und Breitem Weg. Entstandene Lücken wurden zum Teil in der Zeit der DDR wieder geschlossen. Die Keplerstraße blieb während des Zweiten Weltkriegs im Verhältnis zum stark zerstörten nördlichen Teil der Altstadt, in weiten Zügen erhalten. Sie bildet einen wichtigen Teil des gründerzeitlich geprägten Stadtviertels Südliches Stadtzentrum.
Im örtlichen Denkmalverzeichnis ist der Straßenzug unter der Erfassungsnummer 094 71178 als Denkmalbereich verzeichnet.